# Cristóbal de Tamariz
Cristóbal de Tamariz, más conocido como licenciado Tamariz (Sevilla, primera mitad del siglo XVI – ?, último tercio del siglo XVI) fue un poeta, escritor y fiscal de la Inquisición de Sevilla.

## Biografía
Muy poco se ha llegado a saber sobre él. Nació en Sevilla; por su apellido quizá tenía parientes en Écija. Estuvo en Salamanca, donde entabló amistad con los humanistas Francisco Sánchez de las Brozas y fray Luis de León. Estuvo además en Plasencia y en Mérida; en una localidad cercana a esta última, Cáparra, conoció al duque de Béjar.
Escribió novelas a la manera de los discípulos de Boccaccio, los novellieri, pero en verso, en la década de 1580, conservadas en un manuscrito que no llegó a la imprenta, quizá por su carácter no poco erótico y licencioso, Novelas en verso, pero que contó con cierta difusión en forma de copias manuscritas. Tuvo, pues, un cierto papel en la introducción de este género narrativo; se cree, por ejemplo, que el también sevillano Mateo Alemán conocía la obra. Lo que sí publicó fue una Historia de los Sanctos Mártires de Cartuxa... (1584), que es un poema épico culto piadoso en seis cantos de octavas reales. Cuenta el martirio de los monjes cartujos durante la reforma anglicana de la iglesia llevada a cabo por Enrique VIII.
El marco histórico, según Álvaro Alonso, fue "1535 (es decir, medio siglo antes de que se escribiera el poema). Los monjes del monasterio cartujo de la Anunciada de Londres decidieron mantener su dependencia del Papa de Roma y se negaron, por tanto, a acatar el Acta de Supremacía de Enrique VIII, que nombraba al rey cabeza de la Iglesia de Inglaterra. Como consecuencia de esa negativa, el prior del monasterio, John Houghton, y otros dos priores cartujos que lo acompañaban, fueron arrestados, condenados y ejecutados en mayo de 1535. Unas semanas después, en junio de ese mismo año, otros tres monjes de la Anunciada sufrieron la misma suerte. Luego, durante dos años, no hubo más ejecuciones, aunque no disminuyeron las presiones sobre los cartujos sobrevivientes. Dos de ellos, que habían sido trasladados a York, fueron ahorcados en esa ciudad, y otros diez fueron encarcelados en Newgate, donde nueve murieron como consecuencia del hambre y los malos tratos. El superviviente fue dejado en libertad durante algún tiempo, pero, finalmente, condenado y ejecutado."

## Obras
- Historia de los Sanctos Mártires de Cartuxa que padescieron en Londres, Sevilla, Alonso de la Barrera, 1584.
- Novelas y cuentos en verso del Licenciado Tamariz (siglo XVI), publicadas con una introducción de Antonio Rodríguez-Moñino, Valencia: La fonte que mana y corre, 1956. Otras eds.: Novelas en verso, ed. de D. McGrady, Charlottesville: University of Virginia, 1974.